# Hailee Steinfeld
Hailee Steinfeld (Tarzana, Los Angeles, 11 de desembre de 1996) és una actriu i cantant estatunidenca. Ha rebut diversos reconeixements, com ara un premi Peabody, un Critics' Choice Movie Award, un Billboard Music Award i nominacions per a un Oscar, un British Academy Film Award, un Globus d'Or, tres Critics' Choice Movie Awards i un Screen Actors Guild Award.

## Primers anys
Steinfeld va néixer al barri de Tarzana de Los Angeles, Califòrnia, filla de Cheri (de soltera Domasin), dissenyadora d'interiors, i Peter Steinfeld, entrenador personal. Té un germà gran, Griffin. El seu oncle patern és l'entrenador físic i actor Jake Steinfeld, i el seu oncle matern és l'antic actor infantil Larry Domasin. La seva cosina materna, l'actriu True O'Brien, va aparèixer en un anunci de televisió quan Steinfeld tenia vuit anys, la qual cosa la va inspirar a voler actuar també.
El pare de Steinfeld és jueu i la seva mare és cristiana. El seu avi matern, Ricardo Domasin, era mig filipí (de Panglao, Bohol) i mig afroamericà. Steinfeld es va criar a Agoura Hills i més tard a Thousand Oaks, Califòrnia, assistint a Ascension Lutheran School, Conejo Elementary i Colina Middle School. Va ser educada a casa des del 2008 fins a la seva graduació de secundària el juny de 2015.

## Carrera
Es va donar a conèixer amb la pel·lícula dramàtica occidental True Grit el 2010, que li va valdre nominacions a l'Oscar i als Screen Actors Guild Award a la millor actriu secundària i una nominació al BAFTA a la millor actriu. Desrès va tenir repercussió pels seus papers principals a Ender's Game, Romeo & Juliet i Begin Again totes del 2013, i 3 Days to Kill del 2014. Va rebre elogis de la crítica pels seus papers a la sèrie de pel·lícules Pitch Perfect el 2015 i 2017, i a la pel·lícula de comèdia i drama The Edge of Seventeen el 2016, la qual li va valer una nominació al Globus d'Or i al Critics' Choice Movie Award.
Steinfeld ha proporcionat des de llavors la veu de Gwen Stacy a les pel·lícules d'animació Spider-Man: Into the Spider-Verse el 2018 i Spider-Man: Across the Spider-Verse el 2023, i Vi a la sèrie de televisió animada de Netflix Arcane del 2021, basat en la franquícia de videojocs League of Legends. També va protagonitzar Charlie Watson a la pel·lícula de Transformers Bumblebee el 2018, Emily Dickinson a la sèrie de comèdia i drama d'Apple TV+ Dickinson entre 2019 i 2021 i Kate Bishop / Hawkeye a la sèrie de Disney+ Hawkeye el 2021.
Steinfeld va guanyar reconeixement en l'àmbit musical després d'interpretar "Flashlight" a Pitch Perfect 2. Va signar amb Republic Records poc després i va llançar el seu senzill debut, "Love Myself", seguit del seu EP debut Haiz el 2015. Va publicar una sèrie de senzills d'èxit, com "Starving", "Most Girls" i "Let Me Go". El 2020, va publicar el seu segon EP, Half Written Story.

## Vida privada
Steinfeld va començar a sortir amb l'estrella d'Instagram Cameron Smoller el 2016. Van fer la seua primera aparició públuca com a parella en una festa dels Globus d'Or a principis del 2017, però es van separar el novembre del 2017. Va començar a sortir amb el cantant irlandés Niall Horan el desembre del 2017. Els dos es van separar un any més tard el desembre de 2018.